# Charles Mathias

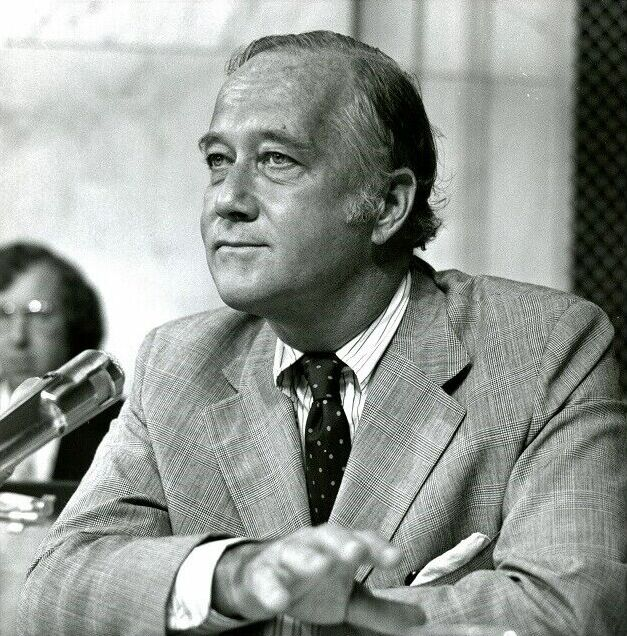
Charles Mathias

Charles „Mac“ McCurdy Mathias (* 24. Juli 1922 in Frederick, Maryland; † 25. Januar 2010 in Chevy Chase, Maryland) war ein US-amerikanischer Politiker, der den Bundesstaat Maryland in beiden Kammern des Kongresses vertrat.

## Biografie

### Berufliche Laufbahn und Kongressabgeordneter
Charles Mathias begann nach dem Schulbesuch zunächst ein Studium am Haverford College, absolvierte jedoch 1942 nach dem Eintritt der Vereinigten Staaten in den Zweiten Weltkrieg seinen Militärdienst in der US Navy. Diese entsandte ihn zunächst zur Fortsetzung des Studiums an die Yale University sowie die Columbia University. Nachdem er 1944 außerdem sein Studium am Haverford College mit einem Bachelor of Arts (B.A.) abgeschlossen hatte, wurde er Fähnrich zur See und nahm als solcher nach einem Kampfeinsatz auf den Philippinen an der Besetzung Japans teil. Nach seiner Rückkehr in die USA absolvierte er ein Postgraduiertenstudium der Rechtswissenschaften an der Law School der University of Maryland in Baltimore und erhielt anschließend seine Zulassung als Rechtsanwalt.
Mathias begann seine politische Laufbahn 1960 mit der erstmaligen Kandidatur für das Repräsentantenhaus der Vereinigten Staaten als Vertreter der Republikanischen Partei. Dabei kritisierte er seinen Gegner John R. Foley als jemanden, der mit der liberalen Gruppe "Americans for Democratic Action" stimmen würde. Sein eigenes späteres Abstimmungsverhalten belegte, dass auch er während seiner Zeit als Abgeordneter im Repräsentantenhaus zu 57 Prozent die Ideen dieser Bewegung stützte, während seiner Mitgliedschaft im US-Senat sogar zu 69 Prozent. Nach seiner Wahl vertrat er nach drei Wiederwahlen zwischen 1961 und 1969 die Interessen Marylands im Repräsentantenhaus.
Mathias spielte eine wichtige Rolle bei der Abfassung des Civil Rights Act of 1964 als Unterhändler der Republikaner im Repräsentantenhaus.

### US-Senator für Maryland
Bei seiner ersten Wahl zum US-Senator für Maryland im Jahr 1968 trat er gegen den demokratischen Amtsinhaber Daniel Brewster. Beide verband seit Studientagen eine persönliche Freundschaft und so war Brewster nicht nur ein Begleiter ("Usher") auf der Hochzeit von Mathias, sondern Mathias auch Taufpate von Brewsters Sohn. Dennoch war der Wahlkampf energisch und Mathias bezeichnete Brewster als "Botenjungen" der Gewerkschaften sowie als Sprachrohr von US-Präsident Lyndon B. Johnson. Letztlich wurde Mathias mit 48 Prozent der Stimmen gegen Brewster und einen weiteren Herausforderer zum Senator gewählt. Nach der Wahl hielt die Freundschaft zu Brewster weiter und so kam es, dass Mathias in einem Gerichtsverfahren wegen Bestechung 1972 als Leumundszeuge zugunsten von Brewster aussagte.
Zu Beginn der Amtszeit von Präsident Richard Nixon galt Mathias als dessen Unterstützer. Später kam es jedoch zum Bruch mit dem Präsidenten, indem er dessen "Southern Strategy" zur Verlangsamung der Desegregation an Schulen kritisierte und andererseits die Gesetze zur Beendigung des Vietnamkrieges unterstützte. Zum anderen sprach er sich gegen die Nominierung von zwei Richtern am Obersten Gerichtshof während Nixons Amtszeit aus. Während des Gesetzgebungsverfahrens zur Wahlkampffinanzierung (Campaign Finance Legislation) am 21. Dezember 1973 trat Mathias für die öffentliche Finanzierung des Wahlkampfs und eine Deckelung der Spenden ein. Dabei führte er aus, dass er in seinem Wahlkampf für 1974 Bargeldspenden ablehnen, keine Spenden von Einzelpersonen über 100 US-Dollar, jede Spende und Ausgabe berichten und von sich aus die Deckelung der Spenden einhalten würde.

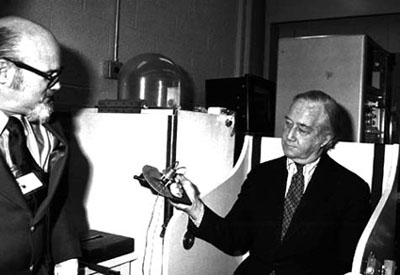
Besuch des Gerontologischen Forschungszentrums in Baltimore (1980)

Die Kritik an Nixon führte dazu, dass im Weißen Haus versucht wurde, einen parteiinternen Gegenkandidaten für die Senatswahl 1974 aufzubauen. Dazu kam es jedoch wegen der Aufarbeitung der Watergate-Affäre 1973 nicht mehr. Vielmehr trat Nixon für die Wiederwahl von Mathias ein, da beide eine "Festlegung über eine gute Amtsführung" geschlossen hätten, nachdem der Senator den Präsidenten zur Aufdeckung der Watergate-Affäre gebeten hatte.
In einer Wahlkampfrede zitierte er 1974 aus einem Brief von Edmund Burke an die Wählerschaft von Bristol aus dem Jahr 1774:
"Euer Repräsentant ist euch schuldig, nicht nur sein Fleiß, sondern sein Verstand. Und er betrügt euch statt euch zu dienen, wenn er diesen eurer Meinung opfert." ("Your representative owes you, not his industry only, but his judgment; and he betrays instead of serving you if he sacrifices it to your opinion.")
Nach dem Applaus räumte Mathias ein, dass Burke bei der nächsten Wahl eine Niederlage erlitt, er dessen Aussage aber dennoch für richtig hielt.
1974 wurde er mit 57 Prozent der Wählerstimmen wieder zum US-Senator gewählt und lag damit im Gegentrend zum landesweiten Erfolg der Demokraten.
Mathias widerstand jedoch einer generellen Festlegung seines politischen Standpunkts und erklärte gegenüber der Washington Post 1974:
"Ich bin nicht in allem liberal. Tatsächlich bin ich in bestimmten Angelegenheiten konservativ. Vor einiger Zeit legte ich einen Gesetzentwurf zur Erhaltung der Garantien der Bill of Rights vor zur Untersagung unbefugter Abhöraktionen. Ich nahm an, dass alle sagen würden, dass dies ein neues liberales Bemühen sein würde, aber es war so konservativ, wie es nur sein konnte. Denn es bewahrte die Verfassung der Vereinigten Staaten. ("I’m not all that liberal,” he told The Washington Post in 1974. “In fact, in some respects I’m conservative. A while ago I introduced a bill preserving the guarantees of the Bill of Rights by prohibiting warrantless wiretaps. I suppose they’ll say it’s another liberal effort, but it’s as conservative as you can get. It’s conserving the Constitution.")
Sein Vorhaben, als unabhängiger Kandidat bei der Präsidentschaftswahl 1976 anzutreten, setzte er nicht in die Tat um.

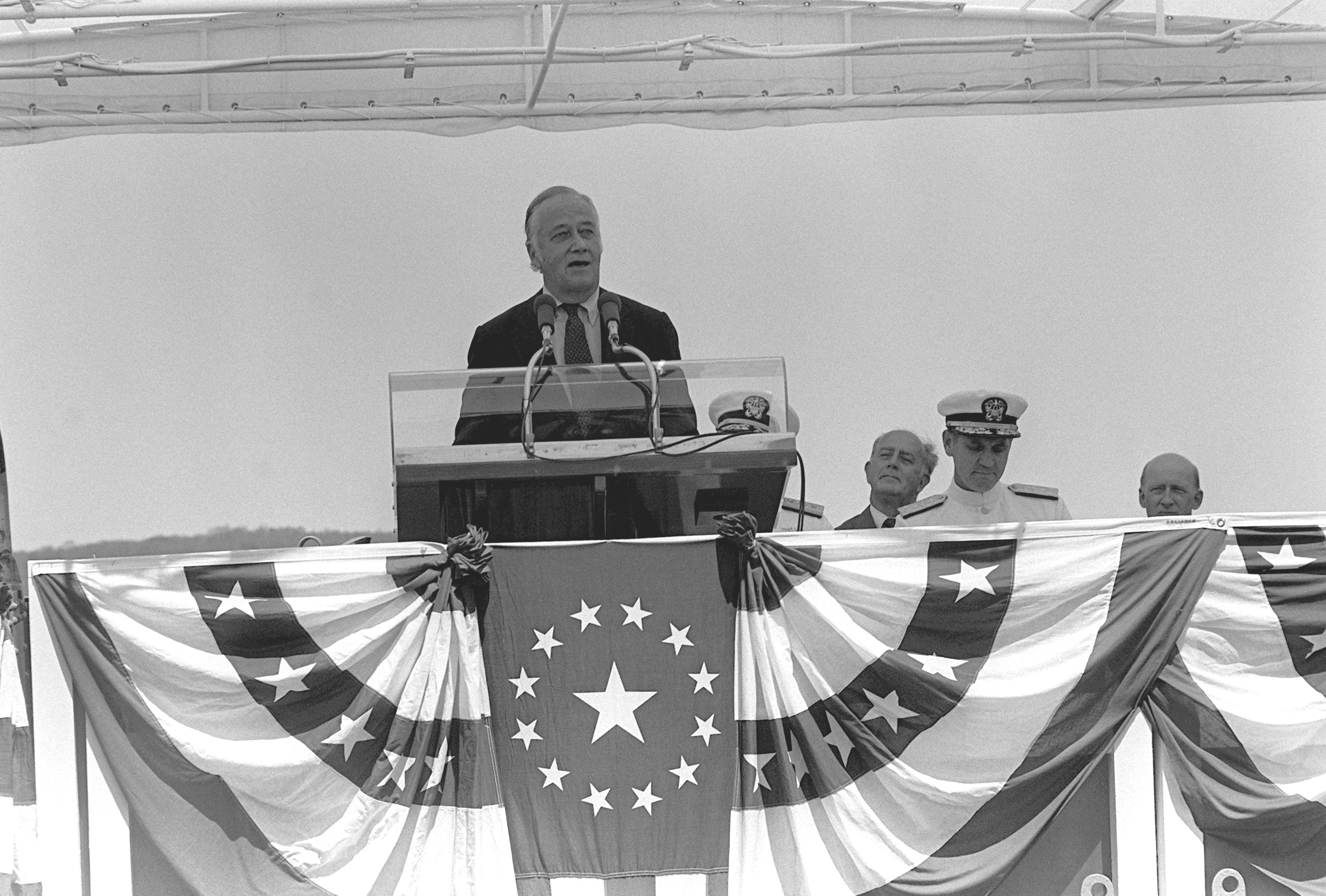
Rede zur Schiffstaufe U-Bootes Baltimore am 24. Juli 1982

Dennoch führten sein Abstimmungsverhalten und seine Unzufriedenheit mit dem wachsenden Konservativismus in der Republikanischen Partei und seine fehlende Unterstützung für Ronald Reagan dazu, dass ihm führende Positionen verwehrt wurden. So sorgte der einflussreiche Senator Strom Thurmond 1979 dafür, dass Mathias nicht zum Sprecher der Republikaner im wichtigen Justizausschuss des Senats wurde, sondern diese Position lediglich im weniger bedeutenden Ausschuss für Geschäftsordnung und Verwaltung (Committee on Rules and Administration) erhielt.
In den folgenden Jahren lagen die Tätigkeitsschwerpunkte neben den Bürgerrechten bei der Verstärkung der Beziehungen zu Europa und der Unterstützung der Gesetzgebung zur Beendigung der Umweltverschmutzung in der Chesapeake Bay sowie zur Erweiterung der Eigenständigkeit von Washington DC. Er war außerdem eine Schlüsselperson bei Gesetzgebungsverfahren zu Wahlen und zum Wohnungsbau und setzte sich während der Präsidentschaft von Ronald Reagan auch für die Beibehaltung der dortigen Erfolge ein. Zwischen 1981 und 1987 war er Vorsitzender des Geschäftsordnungsausschusses des Senats. Nach seiner erneuten Wiederwahl 1980 schied er 1987 nach achtzehnjähriger Mitgliedschaft im US-Senat aus. Nachfolgerin als Senatorin wurde die Demokratin Barbara Mikulski. Im Anschluss war er selbst als Rechtsanwalt in Washington tätig.
Der langjährige demokratische Senator von Maryland, Paul Sarbanes, erklärte zu seinem Tode, dass die intensivsten Kritiker von Mathias in dessen eigener Partei saßen, er aber von beiden Fraktionen des Senats enormen Respekt verdiente. Der 2001 verstorbene ehemalige demokratische Fraktionsvorsitzende Mike Mansfield nannte sein Verhalten beispielhaft und bezeichnete ihn als das Gewissen des Senats ("The conscience of the Senate").